# Kryštof z Lamberka
Kryštof z Lambergu-Orteneggu a Ottensteinu, počeštěně též z Lamberka (německy Christoph Freiherr von Lamberg zu Ortenegg und Ottenstein, † 26. března 1579 v Salcburku) byl rakouský šlechtic z kraňského šlechtického rodu Lambergů. Působil jako římskokatolický duchovní, v letech byl biskupem sekavské diecéze jako Kryštof IV.

## Život

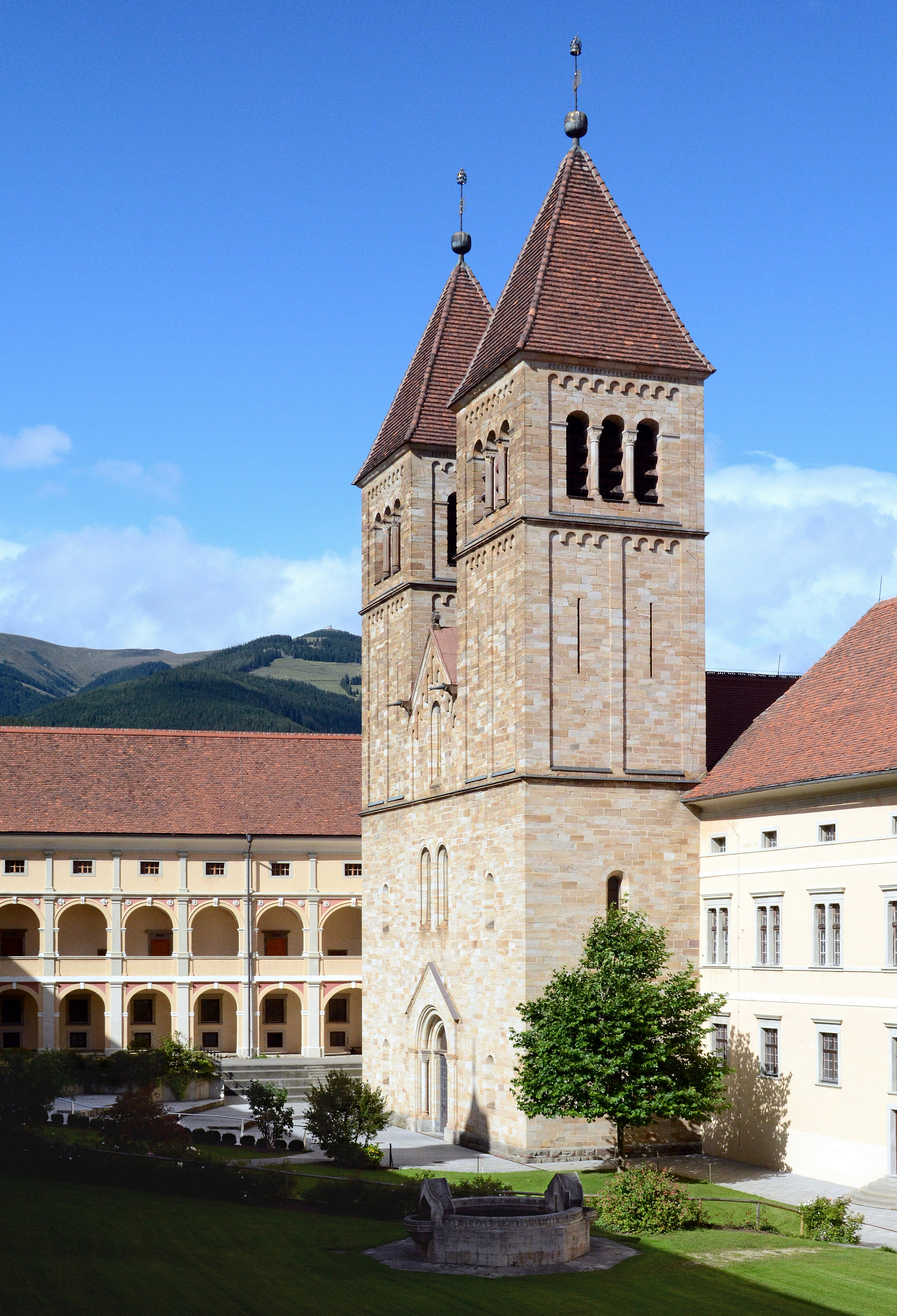
Nádvoří Sekavského kláštera

Kryštof z Lamberka studoval ve Vídni, Ingolstadtu a Padově, kde se již v raném věku stal kanovníkem. Sekavský biskup Kryštof Rauber krátce před svou smrtí souhlasil s jeho přijetím do funkce koadjutora ve své diecézi a dne 29. listopadu 1536 byl salcburským arcibiskupem vysvěcen na biskupa s dodatkem, že Lamberg bude mít po dosažení kanonického věku přednost jako nástupce na biskupský stolec. V roce 1540 byla Kryštofovi z Lamberka svěřena farnost Seekirchen.
Po smrti Jiřího z Tessingu jmenoval salcburský správce Arnošt Bavorský Kryštofa z Lamberka do úřadu biskupa v Sekavě, ale na diecézního biskupa zřejmě nikdy nebyl vysvěcen.
Kryštof z Lamberka se nijak neangažoval proti postupujícímu protestantismu a neprojevoval se ani jinak politicky či duchovně. V roce 1546 se svého biskupství zřekl a v roce 1549 se stal koadjutorem děkana salcburské katedrály. 
V roce 1555 se zúčastnil říšského sněmu v Augsburgu a o dva roky později se stal koadjutorem katedrálního probošta a v roce 1560 se stal sám katedrálním proboštem. 
Biskup Kryštof z Lamberka-Orteneggu a Ottensteinu zemřel v Salcburku 26. března 1579.